# Campeonato Mundial de Voleibol Masculino de 1952
O Campeonato Mundial de Voleibol Masculino de 1952 foi a segunda edição do torneio, organizado pela FIVB. Foi realizado em Moscou, União Soviética, de 17 a 29 de agosto de 1952.

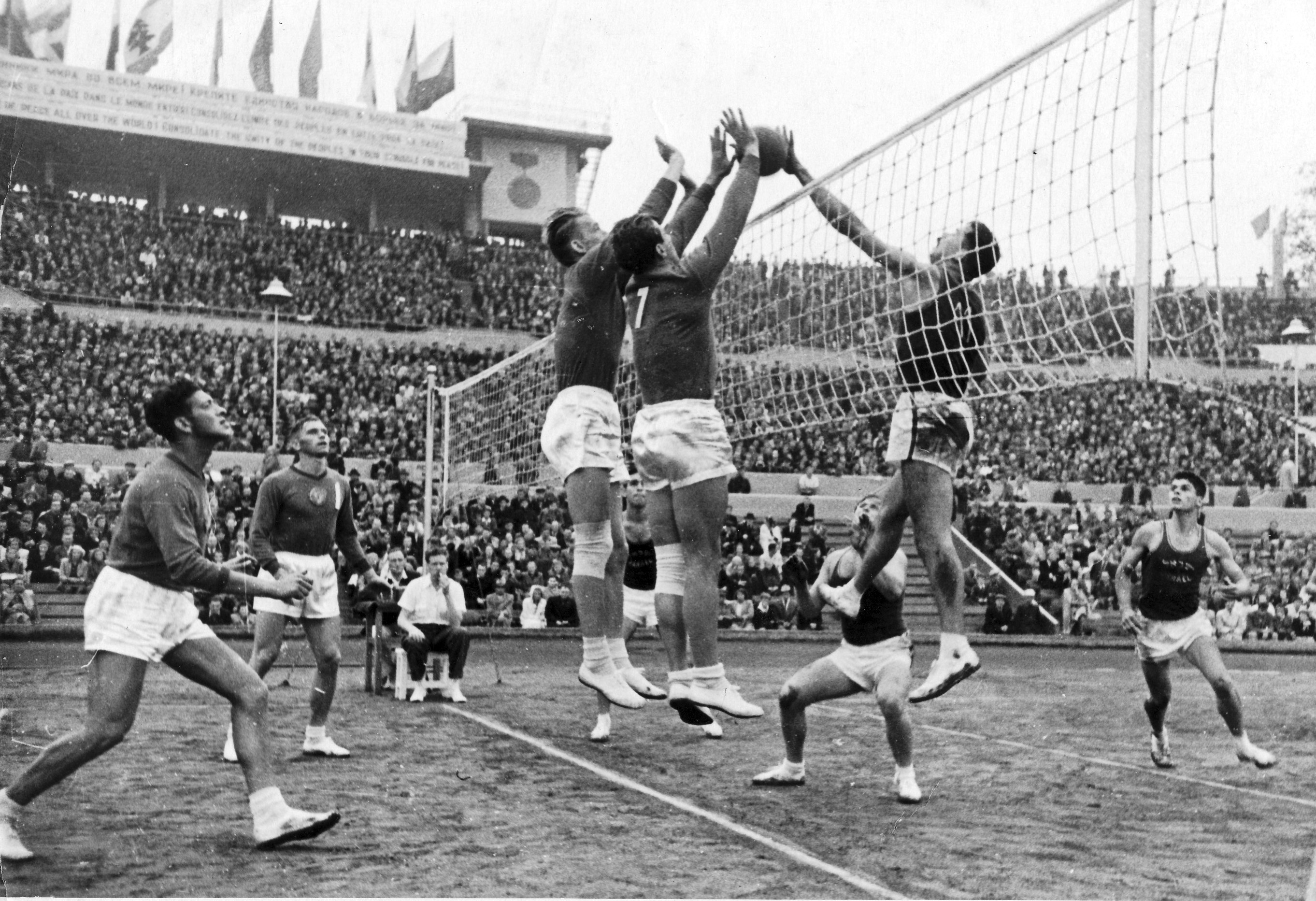
Israel Vs União Soviética, Campeonato Mundial de Voleibol Masculino de 1952

## Times

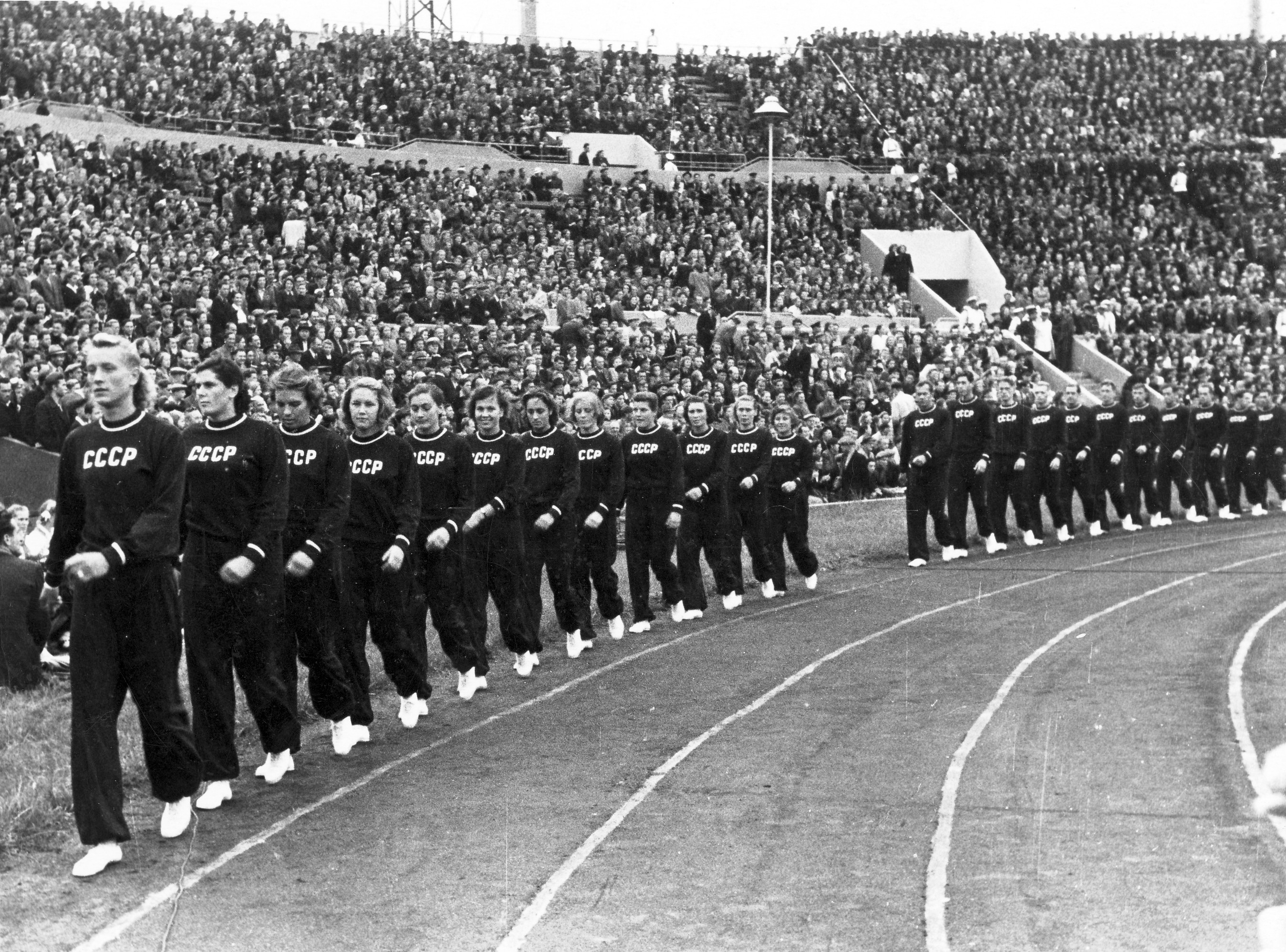
Seleção Russa de Voleibol Masculino no Campeonato Mundial de 1952

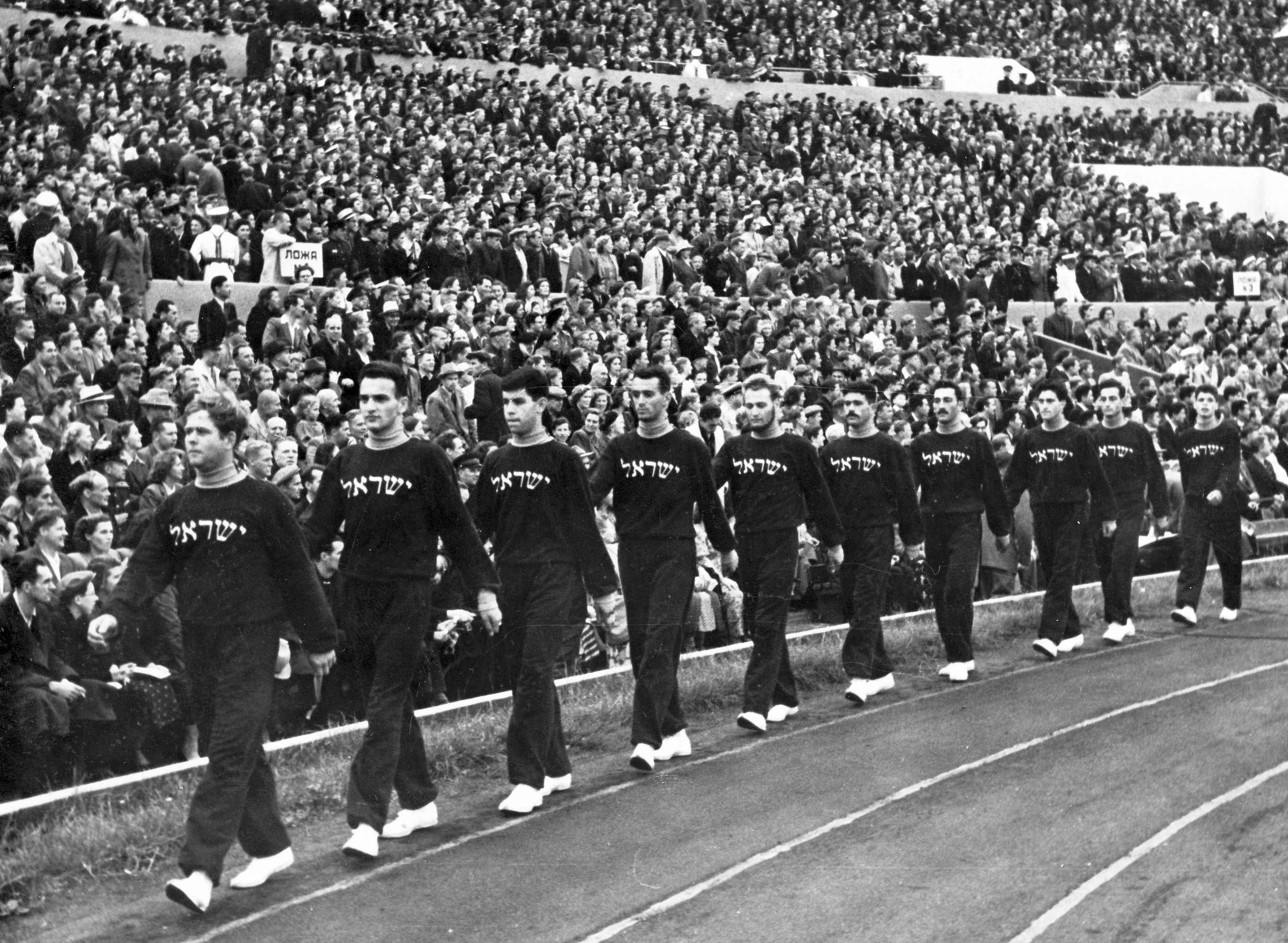
Seleção Israelense de Voleibol Masculino no Campeonato Mundial de 1952

Grupo A
- Bulgária
- Finlândia
- Hungria
- Polónia

Grupo B
- Roménia
- Israel
- Líbano
- União Soviética

Grupo C
- Tchecoslováquia
- França
- Índia

## Classificação Final
| Posição           | Time            |
| ----------------- | --------------- |
| Medalha de ouro   | União Soviética |
| Medalha de prata  | Tchecoslováquia |
| Medalha de bronze | Bulgária        |
| 4                 | Romênia         |
| 5                 | Hungria         |
| 6                 | França          |
| 7                 | Polônia         |
| 8                 | Índia           |
| 9                 | Líbano          |
| 10                | Israel          |
| 11                | Finlândia       |

| Campeonato Mundial de Voleibol Masculino de 1952 |
| Campeão                                          |
| ------------------------------------------------ |
| União Soviética 2º Título                        |